# Leptophis
Leptophis Bell, 1825 è un genere di serpenti della famiglia dei Colubridi.

## Tassonomia
Il genere comprende le seguenti specie:
- Leptophis ahaetulla (Linnaeus, 1758)
- Leptophis coeruleodorsus Oliver, 1942
- Leptophis cupreus (Cope, 1868)
- Leptophis depressirostris (Cope, 1861)
- Leptophis diplotropis (Günther, 1872)
- Leptophis haileyi Murphy, Charles, Lehtinen & Koeller, 2013
- Leptophis mexicanus Duméril, Bibron & Duméril, 1854
- Leptophis modestus (Günther, 1872)
- Leptophis nebulosus Oliver, 1942
- Leptophis riveti Despax, 1910
- Leptophis stimsoni Harding, 1995